# Соціалістична Радянська Республіка Білорусі

РСРБ зі столицею в Мінську на карті Радянсько-польської війни

Соціалістична Радянська Республіка Білорусь (РСРБ; біл. Сацыялістычная Савецкая Рэспубліка Беларусь, ССРБ) — державне утворення, що існувало на частині території сучасної Білорусі з 1 січня до 27 лютого 1919 року; з 31 січня 1919 року офіційно називалась Соціалістична Радянська Республіка Білорусь (біл. Сацыялістычная Савецкая Рэспубліка Беларусь), також використовувався варіант назви Білоруська Соціалістична Радянська Республіка (біл. Беларуская Сацыялістычная Савецкая Рэспубліка). РСРБ вважалась радянськими істориками та продовжує розглядатись в білоруській історіографії як частина історії Білоруської Радянської Соціалістичної Республіки (БРСР), при цьому проголошення РСРБ вважається першим проголошенням БРСР і початком білоруської державності у новітній час.

## Історія

### Передумови виникнення
25 жовтня (7 листопада) 1917 року Мінська Рада робітничих і солдатських депутатів узяла владу в місті. 26 листопада (6 грудня) того ж року Виконавчий комітет Рад робітничих, солдатських і селянських депутатів Західної області злився з Виконкомом солдатських депутатів Західного фронту в єдиний Облвиконкомзах, було започатковано Раду народних комісарів (РНК) Західної області. До Облвиконкомзаху перейшла влада на всій території Західної області, неокупованої німецькими військами. Після окупації Мінська німецькими військами Облвиконкомзах евакуювався до Смоленська, який став центром Західної області, до складу якої у квітні 1918 року була передана Смоленська губернія Московської області.
З 1918 року головою Надзвичайної комісії Західної області у Смоленську був Віктор Яркін (з січня 1919 року — голова Надзвичайної комісії РСРБ, одночасно голова Мінської міської Ради).
25 березня 1918 року представники кількох національних рухів за умов німецької окупації проголосили незалежність Білоруської Народної Республіки (БНР). Після уходу німців територія була зайнята Червоною Армією, уряд БНР був змушений емігрувати на Захід.
Комісія ВЦВК РРФСР запропонувала створити Західну область (Західну комуну) в складі Смоленської, Вітебської, Могильовської, Чернігівської, Мінської, Віленської та Ковенської губерній з обласним центром у Мінську. На таких позиціях стояло й керівництво Північно-Західного обкому РКП(б), облвиконкому й РНК Західної області та фронту. Вони вважали Білорусь територіальною одиницею РРФСР. Їхні погляди формувались під впливом ідей світової соціалістичної революції, та в самовизначенні народів, утворенні національних держав, кордонах вони вбачали перешкоду на шляху до неї. Вони аргументували це тим, що білоруси не є самостійною нацією, тому принцип самовизначення їм не підходить.
Іншу позицію зайняв Білоруський національний комісаріат (Білнацком), створений 31 січня 1918 року при Народному комісаріаті у справах національностей. Керівники Білнацкому Олександр Червяков, Дмитро Жилунович та інші вважали необхідним створення Білоруської Радянської Республіки. Цю позицію підтримували білоруські секції РКП(б), організовані з числа біженців-білорусів у Петрограді, Москві, Саратові й інших містах. Білнацком розгорнув широку роботу зі створення національної державності, організував у Москві два з'їзди біженців-білорусів. 21—23 грудня 1918 року Конференція білоруських секцій РКП (б) у Москві ухвалила рішення про створення на території Західної області Білоруської радянської республіки.

### Створення Радянської Соціалістичної Республіки Білорусі
30—31 грудня 1918 року на VI конференції організацій РКП(б) Західної області, що проходила у Смоленську, була створена Комуністична партія (більшовиків) Білорусі (КП(б)Б). Конференція проголосила себе першим та установчим з'їздом нової партії, який ухвалив рішення про створення Радянської Соціалістичної Республіки Білорусь та обрав Тимчасовий революційний робітничо-селянський уряд під головуванням Дмитра Жилуновича. Там же, у Смоленську, в ніч з 1 на 2 січня 1919 року було оголошено Маніфест про утворення Радянської Соціалістичної Республіки Білорусь у складі РРФСР. До складу новоутвореної республіки увійшли Вітебська, Гродненська, Могильовська, Мінська та Смоленська губернії.
8 січня 1919 року уряд РСРБ переїхав зі Смоленська до Мінська.
31 січня 1919 року РСРБ вийшла зі складу РРФСР і була перейменована на Соціалістичну Радянську Республіку Білорусь. Того ж дня уряд Радянської Росії (Президія ВЦВК) прийняв постанову «Про визнання незалежності Соціалістичної Радянської Республіки Білорусь».
2 лютого 1919 року в Мінську зібрався I Всебілоруський з'їзд Рад робітничих, солдатських і червоноармійських депутатів, який прийняв 3 лютого Конституцію СРРБ.

### Ліквідація РСРБ
27 лютого 1919 року РСРБ була розформована: Смоленська, Вітебська й Могильовська губернії були включені до складу РРФСР, а решта територій Радянської Білорусі об'єднались із Литовською Радянською Республікою в Литовсько-Білоруську Радянську Соціалістичну Республіку (Литбел).

## Адміністративно-територіальний поділ
7 районів:
- Барановицький (центр Барановичі)
- Вітебський (центр Вітебськ)
- Гомельський (центр Гомель)
- Гродненський (центр Гродно)
- Мінський (центр Мінськ)
- Могильовський (центр Могильов)
- Смоленський (центр Смоленськ)

## Органи виконавчої та законодавчої влади РСРБ
Главою Радянської Соціалістичної Республіки Білорусі був голова Центрального Виконавчого Комітету.
Главою уряду — голова тимчасового робітничо-селянського уряду, пізніше — голова Ради народних комісарів (РНК).
Законодавчим органом РСРБ був Всебілоруський з'їзд Рад робітничих, солдатських і червоноармійських депутатів.

### Керівництво
- Дмитро Жилунович — голова тимчасового робітничо-селянського уряду (31 грудня 1918 — 4 лютого 1919)
- Олександр М'ясников (Мяснікян) — голова Центрального Виконавчого Комітету (4—27 лютого 1919)
- Ісак Рейнгольд — народний комісар фінансів

## Символіка Республіки
Конституція РСРБ у статті 31 описувала герб республіки: золоті серп і молот на червоному тлі в променях сонця, що сходить, навколо — вінець з колосів та напису: «Сацыялістычная Савецкая Рэспубліка Беларусь» та «Пролетарыі ўсіх краёў, злучайцеся!». Зображення цього герба не збереглось, на відомих документах використовувався герб, аналогічний до гербу РРФСР з девізом російською мовою.